# Vincent McEveety
Vincent McEveety   (Los Angeles, 10 d'agost de 1929 - Los Angeles, 19 de maig de 2018) va ser un director de cinema i televisió estatunidenc.
Ha rodat per la televisió, sobretot les sèries Gunsmoke, The Untouchables, Star Trek, Magnum, P.I., Columbo i S'ha escrit un crim.
És germà dels directors Bernard McEveety i Joseph L. McEveety.

## Filmografia
Filmografia:
- 1966: Blade Rider, Revenge of the Indian Nations
- 1968: Firecreek
- 1971: The Biscuit Eater
- 1972: The Million Dollar Duck
- 1973: Charley and the Angel
- 1973: Superdad
- 1974: The Castaway Cowboy
- 1975: The Strongest Man in the World
- 1976: Treasure of Matecumbe
- 1976: Gus
- 1977: Herbie Goes to Monte Carlo
- 1979: The Apple Dumpling Gang Rides Again
- 1980: Herbie Goes Bananas
- 1981: Amy